# بورواری
بورواری (ارمنی: Բուրւարի) مجموعه‌ای از روستاهای ایران مابین شهر خمین در  استان مرکزی و شهر الیگودرز در استان لرستان می‌باشد. ساکنین روستاهای بورواری عمدتا ارمنی‌هایی بودند که توسط شاه عباس صفوی بودند که در سال‌های ۱۶۰۳ و ۱۶۰۴ میلادی به این منطقه آورده شده بودند.
در ادامه فهرست روستاهایی که بخشی از بورواری بودند آورده شده است:
- ده‌نو
- خورزند
- فرج‌آباد
- بهمن‌آباد
- سنگ‌سفید
- قره‌کاریز
- گوز